# Cariblatta igarapensis
Cariblatta igarapensis är en kackerlacksart som beskrevs av Rehn, J. A. G. 1918. Cariblatta igarapensis ingår i släktet Cariblatta och familjen småkackerlackor. Inga underarter finns listade.